# Karen Strong
Karen Ann Strong-Hearth (ur. 23 września 1953 w Toronto) – kanadyjska kolarka torowa i szosowa, dwukrotna medalistka torowych mistrzostw świata.

## Kariera
Pierwszy sukces w karierze Karen Strong osiągnęła w 1975 roku, kiedy została mistrzynią kraju w szosowym wyścigu ze startu wspólnego. Sukces ten powtórzyła w latach 1976 i 1981. Na rozgrywanych w 1977 roku torowych mistrzostwach świata w San Cristóbal Strong wywalczyła brązowy medal w indywidualnym wyścigu na dochodzenie, ulegając jedynie Wierze Kuzniecowej z ZSRR i Annie Riemersma z Holandii. W tej samej konkurencji zdobyła ponadto srebrny medal podczas mistrzostw świata w Besançon w 1980 roku, gdzie przegrała tylko z radziecką kolarką Nadieżdą Kibardiną. W 1984 roku Karen wystąpiła na igrzyskach olimpijskich w Los Angeles, zajmując 27. pozycję w wyścigu ze startu wspólnego.